# Шерстнёва, Мария Степановна
Мари́я Степа́новна Шерстнёва (29 августа 1893, Юж-Озерный, Вятская губерния — 1976, Йошкар-Ола) — советский педагог, заслуженный учитель школы РСФСР, депутат Верховного Совета СССР (1946—1954). Кавалер ордена Ленина (1949).

## Биография
Родилась 29 августа 1893 года в деревне Юж-Озерный в бедной крестьянской семье. В 1900 году лишилась отца.
С 1906 года училась в земском училище, затем в Царевококшайской женской гимназии, одновременно работая прислугой.
C 1914 года работала учительницей в Александровском земском училище, затем заведовала Больше-Убреньской начальной школой.
В 1930-е годы — заведующая Коряковской школой I ступени Коряковского района Краснококшайского кантона, групповод и преподаватель Коряковской семилетней школы Йошкар-Олинского района. В 1937—1956 годы — учитель начальных классов и завуч школы № 11 Йошкар-Олы (ныне — лицей № 11 им. Т. И. Александровой).
Избиралась депутатом (от Марийской АССР) Совета Национальностей Верховного Совета СССР 2-го и 3-го созывов (1946—1954).

Могила Шерстнёвой Марии Степановны на Туруновском кладбище Йошкар-Олы

Скончалась 21.11.1978, похоронена на Туруновском кладбище Йошкар-Олы.

### Семья
Муж — Александр Петрович.
Трое сыновей — Борис, Евгений, Геннадий — погибли на войне.

## Память
- В Лицее № 11 им. Т. И. Александровой Йошкар-Олы с 1968 года — музей, с 1970 года — пионерская дружина имени трёх сыновей М. С. Шерстнёвой, погибших на фронтах Великой Отечественной войны[6].

## Звания и награды
- Заслуженный учитель школы РСФСР (1946)
- Заслуженный учитель школы Марийской АССР (1941)
- Знак «Отличник народного просвещения»[2][3]
- Орден Ленина (1949)
- Орден «Знак Почёта» (1946)
- Медаль «За доблестный труд в Великой Отечественной войне»
- Медаль «За трудовую доблесть» (1945)
- Почётная грамота Президиума Верховного Совета Марийской АССР (1941, 1944)

## Комментарии
1. ↑  Ныне — в Медведевском районе Марий Эл.
2. ↑  Ныне — в Медведевском районе Марий Эл.